# Clifford Sifton

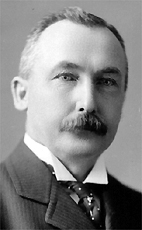
Clifford Sifton

Clifford Sifton PC (* 10. März 1861 in Middlesex County, Canada West, heute: Ontario; † 17. April 1929) war ein kanadischer Politiker der Liberalen Partei Kanadas, der 14 Jahre lang Abgeordneter des Unterhauses sowie Minister im 8. kanadischen Kabinetts von Premierminister Wilfrid Laurier war. Als Innenminister und Generalsuperintendent für Indianerangelegenheiten war er zwischen 1896 und 1905 maßgeblich an der Einwanderungs- und Siedlungspolitik Kanadas beteiligt.
Die kanadische Bundesregierung ehrte ihn am 10. Mai 1955 für sein Werk und Wirken dadurch, dass sie ihn zu einer „Person von nationaler historischer Bedeutung“ erklärte.

## Leben

### Rechtsanwalt, Abgeordneter und Minister in Manitoba

Karte des Winnipegsees, 1878

Sifton war ein Sohn von John Wright Sifton, der zwischen 1878 und 1886 Mitglied der Legislativversammlung von Manitoba war. Sein älterer Bruder Arthur Sifton war vom 26. Mai 1910 bis zum 30. Oktober 1917 Premierminister der Provinz Alberta und Vorsitzender der Alberta Liberal Party, anschließend mehrmals Bundesminister sowie zuletzt von Dezember 1919 bis zu seinem Tod im Januar 1921 Außenminister Kanadas.
Clifford Sifton selbst absolvierte wie sein Bruder absolvierte nach dem Schulbesuch ein Studium der Rechtswissenschaften und war danach als Rechtsanwalt tätig.
Seine politische Laufbahn begann er als Kandidat der Manitoba Liberal Party am 11. Juli 1888 ebenfalls zum Mitglied der Legislativversammlung von Manitoba gewählt wurde und dort bis zum 17. November 1896 den Wahlkreis Brandon North vertrat. Während dieser Zeit fungierte er vom 14. Mai 1891 bis zum 17. November 1896 als Generalstaatsanwalt und Bildungsminister in der von Premierminister Thomas Greenway gebildeten Regierung Manitobas. Zugleich war er zwischen dem 15. Mai 1891 und dem 7. Oktober 1896 Landkommissar von Manitoba.
In dieser Funktion unterstützte er die seit 1871 bestehenden Pläne, Stämme wie die Peguis Band aus Gebieten wie dem heutigen Hecla-Grindstone Provincial Park in ein Reservat ziehen zu lassen, um weißen Siedlern Platz zu machen. Dazu dienten die sogenannten Numbered Treaties wie dem für die Gruppen am Winnipegsee maßgeblichen Vertrag Nr. 5 von September 1875. Dahinter steckten jedoch nicht nur Besiedlungsinteressen, wie sie die kanadische Regierung verfolgte, sondern auch eine Gruppe von Kapitalanlegern aus den Reihen der Methodistengemeinde, wie John Schultz oder Donald Smith.

### Unterhausabgeordneter und Bundesminister

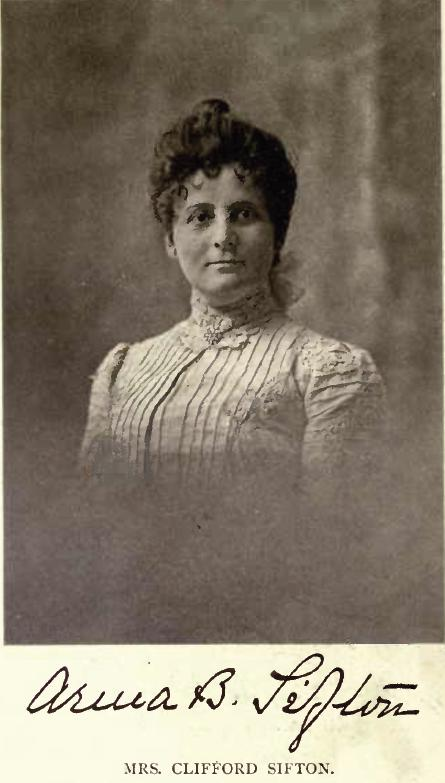
Siftons Ehefrau Elizabeth Armanella Burrows war eine Schwester des Unternehmers und Politikers Theodore Arthur Burrows

Nach seinem Ausscheiden aus der Regierung und der Legislativversammlung von Manitoba wechselte Sifton in die Bundespolitik und wurde von Premierminister Wilfrid Laurier am 17. November 1896 zum Innenminister und Generalsuperintendent für Indianerangelegenheiten in das 8. kanadische Kabinett berufen und bekleidete diese Ämter bis zum 28. Februar 1905.
Er wurde zehn Tage nach seiner Ernennung zum Minister am 27. November 1896 bei einer Nachwahl in dem in Manitoba gelegenen Wahlkreis Brandon auch erstmals zum Mitglied des Unterhauses gewählt und gehörte diesem fast 15 Jahre lang bis zur Unterhauswahl am 21. September 1911 an, nach der sein Sitz an James Albert Manning Aikins fiel. Bei der Unterhauswahl am 7. November 1900 war der frühere Innenminister Hugh John Macdonald von der Konservativen Partei Kanadas. Der Sohn des ersten kanadischen Premierministers John Macdonald war zuvor Premierminister von Manitoba. Die von der konservativen Bundespartei ausgeklügelte Taktik misslang, da Macdonald deutlich unterlag. Daraufhin zog sich dieser aus der Politik zurück.
Als Innenminister und Generalsuperintendent übernahm er 1897 James Andrew Joseph McKenna von seinem Vorgänger Hugh John Macdonald als Privatsekretär und übertrug diesem zunehmend die Verhandlungen mit British Columbia im Zusammenhang mit den Eisenbahnbauten und den davon betroffenen Indianern. McKenna wurde in der Folgezeit von Sifton weiter gefördert und als Vertreter von Indian Commissioner David Laird zum Assistant Indian Commissioner und Chefinspekteur der Indianeragenturen in Manitoba und den Nordwest-Territorien mit Dienstsitz in Winnipeg ernannt. Daneben kam es während seiner Amtszeit zum Klondike-Goldrausch und den damit verbundenen Todesfällen aufgrund der strapaziösen Reisen. Im Zuge des Klondike-Goldrauschs, der zeitweise über 100.000 Menschen in die Region lockte, wurde 1898 das Yukon-Territorium von den Nordwest-Territorien abgetrennt; eine Polizeitruppe versuchte, die Entwicklung zu kontrollieren und stellte Grenzposten. Gegenüber den Indianern schlug man eine Politik der Missionierung und Segregation ein. 1905 erfolgte die Gründung der Provinzen Alberta und Saskatchewan.
Kanada förderte, vor allem seit Wilfrid Laurier, die massive Immigration in die ländlichen Regionen, die den Indianern durch erzwungene Verträge abgenommen worden waren. Sifton selbst förderte dabei nicht nur die britische, bäuerliche Einwanderung, sondern auch die aus den USA. Nach dem Erfolg der ersten Filmtour des kanadischen Filmemacher-Pioniers James Freer im Vereinigten Königreich, sponserte Sir Clifford Sifton die zweite Tour, da er die Einwanderung in den kanadischen Westen, speziell von englischsprachigen Ländern eifrig unterstützte. Erst dahinter rangierten Franzosen, Belgier, Niederländer, Skandinavier, Schweizer, Finnen, Russen, Zuwanderer aus Österreich-Ungarn, Deutsche, Ukrainer und Polen. Als Innenminister arbeitete er daher auch einige Jahre lang eng mit dem kanadischen Hochkommissar im Vereinigten Königreich Donald Smith, 1. Baron Strathcona and Mount Royal zusammen, um die Einwanderungsbestimmungen zu lockern und dadurch die Ansiedlung von Osteuropäern in der kanadischen Prärie zu erleichtern. 
Sifton war mit Elizabeth Armanella Burrows verheiratet, einer Schwester des Unternehmers Theodore Arthur Burrows, der zwischen 1904 und 1908 ebenfalls Unterhausabgeordneter sowie zwischen 1926 und seinem Tod 1929 Vizegouverneur von Manitoba war.